# Vertemate con Minoprio
Vertemate con Minoprio (Vertemaa e Minòpri in dialetto comasco, AFI: /verteˈmaː/ e /miˈnɔpri/) è un comune italiano di 4 197 abitanti della provincia di Como in Lombardia.

## Geografia fisica
Vertemate con Minoprio sorge a nord-ovest di Milano nella Brughiera Briantea per buona parte nella Bassa Comasca. Dista 14 kilometri da Como, capoluogo di provincia.
Le strade comunali coprono 23 km, quelle provinciali 3,5 km (la frequentatissima ex Strada statale 35 dei Giovi: Genova-Milano-Chiasso).
Pur non avendo una propria stazione, il comune di Vertemate con Minoprio è attraversato per un breve tratto dalla ferrovia statale (linea Milano-Como-Chiasso; fermata più vicina Cantù Asnago) ed è molto vicino a una regionale (Ferrovie Nord Milano; fermate più vicine Cadorago e Fino Mornasco).
Il territorio comunale si trova a una media di circa 330 metri sul livello del mare, tra il piano delle morene glaciali, i paleoalvei di antiche lingue derivate dai ghiacciai principali, le ondulazioni dovute ai cumuli di detriti rocciosi, strati di loss di origine eolica e le prime colline della cintura alpina che hanno come cornice le Prealpi e le Alpi. Il comune è vicino al Lago di Como e ad altri piccoli laghi (Montorfano, Pusiano, Segrino, Alserio). Il territorio comunale risulta nel complesso molto ricco d'acqua, con alcune aree quasi paludose. Il corpo idrico di maggior interesse è il fiume Seveso, che segue la linea di confine tra i comuni di Fino Mornasco e Cucciago scorrendo in una valle un tempo ricca di mulini e ancora oggi in gran parte boschiva, oltre al Seveso sono presenti altri piccoli corsi d'acqua e laghetti: la piccola roggia di Desio, il ruscello Rì, il minuscolo laghetto della Fondazione Minoprio, il laghetto della fornace e molti altri brevi corsi d'acqua. È da ricordare la sorgente perenne d'acqua potabile nei pressi dell'abbazia, soggetto di antiche storie popolari.
La terra è fertile, tendenzialmente acida, in parte coltivata e in parte coperta di foreste e boschi. Il territorio di Vertemate con Minoprio non è soggetto a terremoti, inondazioni, alluvioni o devastanti incendi. Un tempo la campagna era ricoperta di gelsi con grande successo dell'allevamento di bachi da seta che rese famosa in tutta Europa l'industria manifatturiera della seta nel Comasco. Oggi invece l'agricoltura si è in parte trasformata in florovivaismo, la bachicoltura e la sericoltura hanno lasciato il posto a tessiture che nonostante la crisi perdurante sono presenti ancora in gran numero e continuano la loro attività con innovazioni e tecniche aggiornatissime capaci di competere con la globalizzazione dei mercati e il costo crescente della manodopera e dei materiali.
Le ditte, imprese, aziende e attività presenti sul territorio sono attorno a mille e offrono una notevole occupazione nei settori più diversi, ma soprattutto della moda e della ortoflorofrutticoltura, piante ornamentali e vivaismo, centri commerciali, tessiture e pelletterie. Elevate le aziende che forniscono servizi di eccellenza, semilavorati con notevole valore aggiunto e manufatti artigianali di pregio.

### Fauna
Nel breve corso d'acqua Rì, che scorre nelle zone rurali vicino all'abitato di Minoprio prima di affluire nel fiume Seveso, è presente la rara specie di anuro Rana dalmatina.

## Origini del nome
Da notizie storiche sappiamo che il nome antico di Vertemate (ancorché riferibile a "luogo elevato al vertice" del suo territorio) era Bardomagum-Bardomagnum interpretato dallo storico Olivieri come  "città o borgo dei Bardi", cantori di origine celto-gallica; per lo stesso Olivieri, Vertemate deriverebbe dalla voce gallica vertamo; per Minoprio l'etimologia sembra provenire dalla parola gallica moenawr che sta a significare una estensione fondiaria di un paese con un'ampia contrada agricola.

## Storia
Il ritrovamento di reperti archeologici e sepolcri ha dimostrato che il territorio di Vertemate con Minoprio è abitato fin dall'età del Bronzo. In epoca successiva si presume che tra i primi abitanti del comasco e in particolare di Vertemate fossero presenti popoli celtici, come gli Orobi o gli Insubri ai quali venne anche attribuita la fondazione della città di Como. Ai Celti succedettero gli Etruschi, i Galli, i Romani, i Longobardi con i quali si raggiunse un elevato livello economico e artistico.
La storia di Vertemate con Minoprio è caratterizzata da episodi particolari e sporadici collegati agli avvenimenti storici di Milano e Como.
La trasformazione delle città del comasco in Comuni coincise con la guerra decennale tra Como e Milano iniziatasi a partire dal 1118. Vertemate con Minoprio fu coinvolta essendo dipendente da Como e situata in posizione strategica tra Como e Milano. Nel 1125 i milanesi posero l'assedio alla città di Como. I comaschi dopo aver conseguito una vittoria navale sugli avversari rientrarono in città e la liberarono dai milanesi che si diedero alla fuga. In questa occasione c'è un episodio che riguarda Vertemate: si narra che i guanzatesi uccisero il nobile comasco Beltramo Bocca e che i comaschi per vendetta uccisero a loro volta Alberto, figlio di uno spadaccino guanzatese e fecero prigioniero Manfredo, uno dei loro capi. Rientrando verso Como i vertematesi ostacolarono la marcia dei comaschi e li tennero in scacco per lungo tempo. Ottenuti rinforzi di truppe i comaschi cinsero d'assedio il castello di Vertemate dove si erano rifugiati gli assalitori difendendosi strenuamente fino a che furono costretti ad arrendersi. La cittadina venne saccheggiata e per buona parte distrutta. Finita la guerra e caduta Como tutto il territorio lariano e anche Vertemate venne a dipendere da Milano, che impose pesanti tributi. Successivamente ci fu la dominazione del Barbarossa a Como e nel Ducato di Milano quella delle Signorie dei Visconti e degli Sforza.
Gli annessi agli Statuti di Como del 1335 citano il comune de Vertemate e il comune de Minovrio all'interno della pieve di Fino, nella quale rimasero inseriti fino alla fine del XVIII secolo.
Durante il Ducato di Milano, nel 1500 tutto il territorio lombardo e quindi anche quello lariano subì la dominazione francese (per breve tempo) e poi spagnola e austriaca. Ai tempi del ducato, Vertemate fu concesso in feudo alla famiglia Carcano, alla quale il comune non risultò più infeudato nel 1751 (pur essendo in quell'anno ancora soggetto a un pagamento quindecennale per la redenzione). Nello stesso anno, anche il comune di Minoprio risultava libero dall'infeudazione (seppur anch'esso soggetto al già citato quindecennale).
Sempre nel 1751, il territorio vertematese comprendeva anche i cassinaggi di Pioda, Monticello, Movaglia e “Abbazia di San Giovanni Battista". Nello stesso anno il comune Vertemate si estese alle due località di Rionca (attestata anche come Rioncha, Galliazzo o Ronca) e di Binone, le quali già nel 1652 costituivano due comuni autonomi (rispettivamente: Molino di Galeazzo e Molino di Binon).
La parentesi napoleonica comportò una serie di rapidi cambiamenti. Dalla fine del 1798 al 1801 Binone e Rionca fecero temporaneamente parte del comune di Carimate, per ritornare definitivamente sotto Vertemate nel 1805. Un decreto di riorganizzazione amministrativa del Regno d'Italia datato 1807 sancì invece l'annessione di Minoprio da parte di Vertemate, decisione cancellata dagli austro-ungarici con la Restaurazione.
Durante il Regno Lombardo-Veneto, il comune di Vertemate è attestato con la denominazione "Vertemate con Rionca e Bunone". Nello stesso periodo, le ultime due località si ritrovano anche con la dicitura di Ronca e di Banone.
Durante il Risorgimento, il ritorno degli austriaci suscitò un anelito di libertà nella famiglia Raimondi di Minoprio e in don Vincenzo Guaita di Vertemate accomunati dal desiderio e dalla volontà di formare un'Italia unita, libera e indipendente.
Nel 1928 una parte del territorio comunale di Minoprio fu aggregata a quello di Cantù. L'anno successivo i due comuni di Vertemate e di Minoprio vennero incorporati in un unico comune (R.D. 28 marzo 1929, n. 698).

### Simboli
Lo stemma e il gonfalone sono stati concessi con decreto del presidente della Repubblica del 21 marzo 1997.
Il gonfalone è un drappo troncato di verde e di bianco.

## Monumenti e luoghi d'interesse

### Architetture religiose

#### Abbazia di San Giovanni
Nel territorio comunale sorge l'abbazia di San Giovanni Battista, fondata nel 1084 da un monaco benedettino milanese di nome Gerardo durante il suo ritorno da Cluny. Sorse in stile romanico, in un luogo ameno che ospitava i ruderi di una fortezza che sovrastava una zona paludosa e solitaria della Valle del Seveso in prossimità della strada che collegava Milano con Como. Il suo circondario apparteneva all'antico territorio longobardo del Seprio (Castelseprio o Torba)
L'abbazia si articolava in un complesso di edifici monastici in cui venivano forniti importanti servizi che accompagnavano la vita religiosa, la meditazione e la preghiera. Ad esempio il refettorio, la stalla, il granaio, la cucina, il forno, la farmacia-erboristeria e liquoreria, un orto botanico di piante officinali e medicinali, una sorgente di acqua fresca e pura e soprattutto una chiesa, una biblioteca, un chiostro e tante celle per i monaci. Tutto il complesso era provvisto di mura e di una torre per l'avvistamento di nemici. Era considerato all'epoca un luogo sicuro, un rifugio per sbandati ed emarginati, ma anche un'accogliente dimora per personaggi importanti come papa Urbano II o Sant'Ugo, abate di Cluny. Nel 1095 vi fu la consacrazione dell'abbazia da parte del vescovo di Imola Odone. Nel 1288 si trovò coinvolta nella lotta tra Milano e Como e i Comaschi ne distrussero le mura, il chiostro e in parte la torre. I primi interventi di restauro furono effettuati solo duecento anni dopo nel 1480, ma soltanto alla fine del Quattrocento, con papa Sisto IV l'abbazia riacquistò completamente il suo antico splendore. Verso il 1800 la chiesa, ormai proprietà dei marchesi Cusani di Desio venne adibita a cascinale agricolo con ricovero per cavalli e attrezzi agricoli. Nel 1960 un avvocato milanese, il dott. Piero Ricotti incaricò il prof. Clemente Bernasconi di dirigere e seguire i lavori di restauro con ingenti opere di ristrutturazione che a partire dal 1970 riportarono l'abbazia al suo aspetto originale.
All'interno della chiesa di San Giovanni si conservano resti di affreschi del XIV secolo.

#### Chiesa dei Santi Pietro e Paolo
La chiesa dei Santi Pietro e Paolo, eretta nel XIX secolo, è la sede dell'omonima parrocchia di Vertemate, che in origine era ospitata in un'altra chiesa poco distante (oggi adibita a edificio privato).
Della vecchia chiesa parrocchiale, risalente ai secoli XIV-XV ma attestata come cappella nella pieve di Fino già alla fine del XIII, sono ancor'oggi ben visibili parte della facciata e il campanile.

#### Altro
- Chiesa di Santa Maria Assunta, a Minoprio (1883-1894)[29][25]

### Architetture civili

#### Castello di Vertemate
Il castello, da tempo monumento nazionale, sorge in posizione preminente sulla sommità di un dosso a dominio della campagna circostante. Durante il Feudalesimo era il centro intorno al quale si muoveva l'attività della popolazione (artigianato, arti, mestieri, commercio, traffici) All'occorrenza rappresentava una sicura protezione e un baluardo contro i nemici e le calamità. È abbastanza vasto e contiene nel suo interno ampie sale delle quali la più bella è senz'altro quella della “caccia”. Tra gli affreschi spicca quello della battaglia del 1125 quando i Comaschi lo cinsero d'assedio e, alla fine, lo distrussero una prima volta. All'interno si possono facilmente distinguere le mura perimetrali di due delle quattro torri laterali.
Altri affreschi si trovano ove fino al 1946 era ubicata la cappella di famiglia, a destra dell'ingresso. In parte restaurati nel 2011, essi sono stati attribuiti ai fratelli Recchi, allievi del Morazzone che ha decorato la Basilica della SS. Annunciata (Santuario del SS. Crocifisso) di Como.
La torre centrale, invece, isolata nel cortile si erge per 35 metri con la sua mole massiccia e ferrigna, con grandi feritoie in alto, merlature guelfe e un pinnacolo centrale da cui si gode un'ampia visuale su tutto il territorio comunale e sui monti all'orizzonte: il Monte Rosa, il Campo dei Fiori, il Generoso, il Bisbino, il Bollettone, le Grigne e il Resegone. È accessibile mediante una scaletta a chiocciola interna, dalla quale si può andare ai granai del maniero che rappresentavano la scorta alimentare per tutta la popolazione.
Del primitivo castello - originariamente dotato di quattro torri -  rimane ben poco perché con il passare degli anni, a causa della sua posizione di confine e delle traversie dovette subire a più riprese saccheggi, devastazioni e incendi specialmente durante le guerre tra Comaschi e Milanesi, nelle quali furono implicati e coinvolti i proprietari che si succedettero tra cui la famiglia più famosa fu quella dei Della Porta. Si narra che un certo Bressano della Porta, verso la metà del XIII secolo consegnò il Castello a suoi parenti milanesi. Scoperto il tradimento Como si armò e mandò i suoi soldati a Vertemate dove cacciarono Bressano e la sua famiglia dal Castello, distruggendone una buona parte. Bressano riuscì a fuggire ma la moglie e i figli furono fatti prigionieri. Dopo tre anni di scorribande comasche, Bressano ricorse all'arbitraggio di Martino Torriani che insieme con i Decurioni Milanesi decisero di effettuare una transazione con la quale Vertemate e il suo castello ritornarono a Como. Da Bressano si originò la famiglia dei Da Vertemate.
Nella seconda metà del Quattrocento il Castello passò ai nobili Carcano che ne fecero la loro dimora elegante, costruendo un giardino all'italiana con siepi di bosso (mortella), aiuole geometriche e statue disposte su terrapieni e parapetti a monte della Statale dei Giovi con una magnifica vista sul Monte Rosa. Dai Carcano il castello passò agli Olginati di Como e nel 1938 lo ebbero in lascito dall'ultimo Olginati le suore Canossiane di Como, che vendettero parte dei poderi e rimaneggiarono l'edificio snaturando la sua natura militare e di dimora signorile per renderlo idoneo a un pensionato per anziani e a una scuola materna privata. A tutti gli effetti il Castello di Vertemate è chiamato “Castello dei Della Porta”.
Anche il castello di Vertemate, come quasi tutti, ha i propri aneddoti e i propri segreti, in particolare si narra di un misterioso passaggio sotterraneo che in epoche passate sarebbe servito per la fuga in caso d'attacco.

#### Villa Raimondi
Le prime notizie riguardanti la costruzione della Villa Raimondi di Minoprio risalgono alla seconda metà del Settecento, quando la sua edificazione fu affidata dalla famiglia Odescalchi a Simone Cantoni. Gli interventi sono attestati nel 1793. Come buona parte delle dimore degli Odescalchi, anche la villa di Minoprio passò successivamente alla famiglia Raimondi, ricca e potente casata di Como, che destinò la proprietà a residenza di campagna e di caccia. Oltre a questa villa i Raimondi avevano ville a Fino Mornasco, Gironico, Beregazzo, Mosino e Urago. Ma la più famosa di tutte fu Villa Olmo così chiamata per un possente e maestoso olmo posto davanti alla fontana, ereditata dai Raimondi dai Coniugi Odescalchi con cui si erano imparentati.

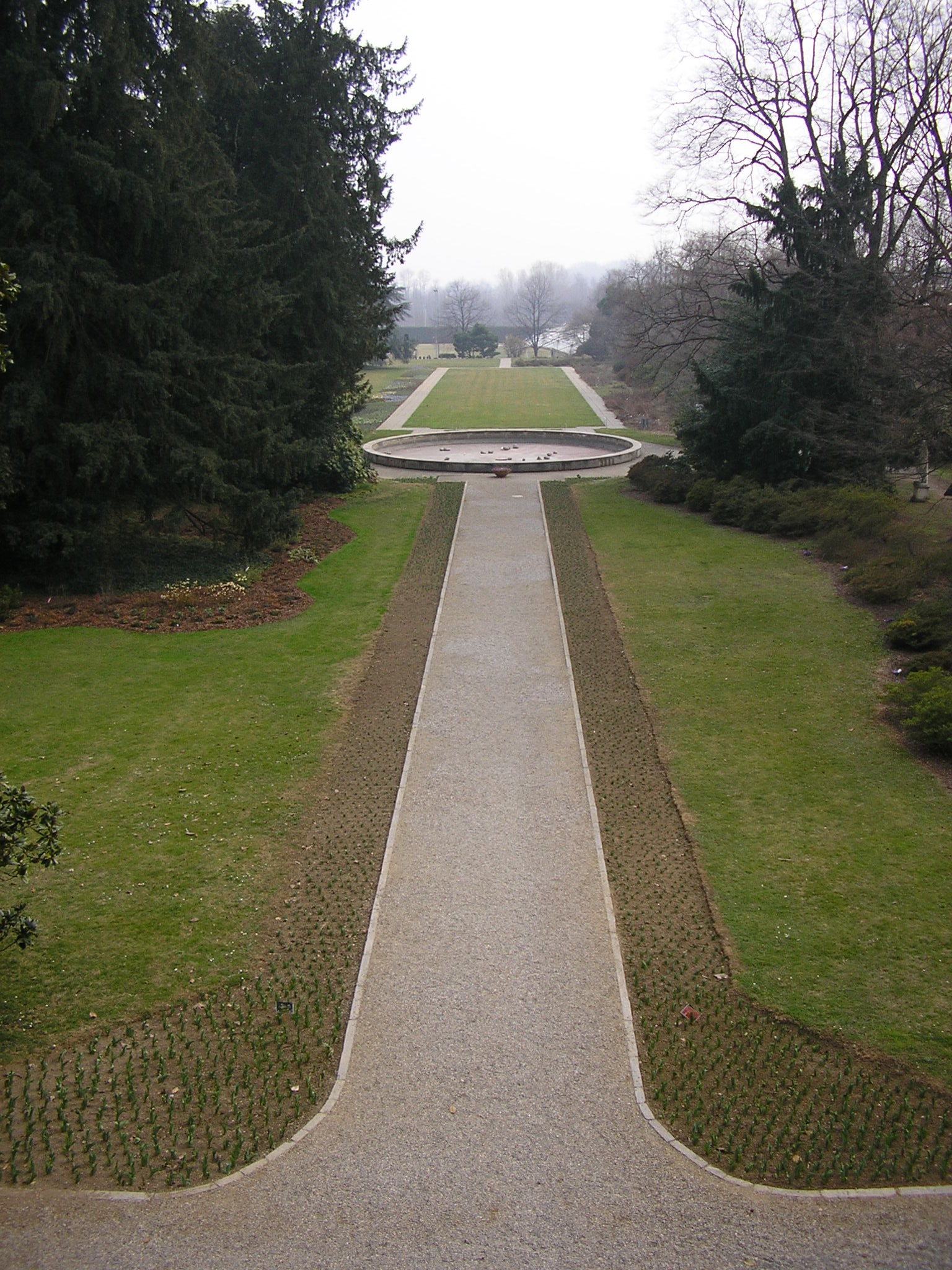
Scorcio del parco di Villa Raimondi, sede della Fondazione Minoprio

Notizie più remote ci portano a un Raimondi giunto a Minoprio con i Franchi di Carlo Magno e più recentemente, nel periodo di massimo splendore, a Giorgio Raimondi, che a Minoprio, nel periodo della caccia, aveva a disposizione servitori e cuochi per organizzare pranzi e cene e dare ospitalità a comitive numerose di cacciatori e agli accompagnatori al loro seguito. Il marchese Giorgio Raimondi fu un munifico sostenitore delle iniziative patriottiche e finanziò imprese risorgimentali che purtroppo si dimostrarono un fallimento e lo portarono ad accumulare debiti.
Nel 1849 mentre Carlo Alberto riprendeva la guerra contro l'Austria, Giorgio Raimondi con Pietro Nessi costituiva a Como un Governo provvisorio. Il 20 aprile 1849 dopo l'ordine di arresto degli Austriaci si rifugiò in Svizzera in Canton Ticino. Sua moglie Livia Giannone diede a Giorgio un erede maschio (Giorgio Raffaele) e tre figlie: Giulietta, Livia e Anna Maria. Una quarta detta "Giuseppina" venne riconosciuta dal Marchese Giorgio Raimondi come figlia naturale. Questa giovane nata il 17 marzo 1841, cresciuta in un clima di tensioni e di cospirazioni, era ardimentosa ed energica. Divenne famosa perché seguì il padre in esilio in Canton Ticino per poi passare clandestinamente da Mezzana in Lombardia, portando sul calesse nei doppi fondi con armi e proclami insurrezionali per i patrioti lombardi. Non c'è da stupirsi se pur avendo 18 anni era molto conosciuta dalla nobiltà milanese che lei frequentava come giovane libera e spregiudicata.
Al Caffè della Sincerità di Milano conobbe e frequentò Luigi Cairoli, figlio di una ricca famiglia che aveva fatto fortuna con l'allevamento del baco da seta e le filande. La "Marchesina Raimondi", come viene chiamata, ha un carattere forte e temerario tanto che si offre volontaria il 1º giugno 1859 per correre con il calesse incontro a Garibaldi (che ha 52 anni e Anita è già morta da quasi 10 anni) a Robanello in un'antica osteria, accompagnata da Don Luigi Giudici. Appena Garibaldi la incontra ne rimane abbagliato e riconosce in lei, ardimentosa e coraggiosa, il carattere e il temperamento della sua Anita. Nei successivi mesi di giugno e luglio, dopo la battaglia di San Fermo che sbaraglia gli Austriaci, Garibaldi s'innamora perdutamente della Marchesina. Vengono programmate le nozze per il 15 dicembre, rimandate al 24 gennaio per un improvviso attacco di tifo di Giuseppina. Tutto è pronto: i duecento invitati, la crema della aristocrazia risorgimentale comasca e milanese, attende la cerimonia che viene celebrata dal sacerdote Filippo Gatti nella chiesa immersa nel verde del parco secolare di Villa Raimondi a Fino Mornasco. Mentre gli sposi escono gioiosi e festanti dalla chiesa un messaggero si avvicina a Garibaldi e gli consegna una lettera. Garibaldi sorride, chiede scusa e si apparta. Man mano che legge il testo si rabbuia e diventa rosso per la rabbia. Si avvicina alla moglie, la afferra vigorosamente per un braccio e la trascina sul belvedere. La Marchesina, febbricitante e infreddolita, gli conferma il contenuto della lettera e per tutta risposta riceve uno sferzante insulto dal marito. Poi la sposa fugge dalla villa e Garibaldi, uscendo da un cancelletto secondario, parte immediatamente a cavallo, lasciando tutti gli invitati di stucco, in mezzo allo stupore, alla incredulità, allo sgomento e alla vergogna. Giuseppina aveva un amante: un giovane militare, ufficiale del piccolo esercito garibaldino di cui si era invaghita pazzamente.
"Divortium post duos dies evenit" venne scritto come postilla all'atto matrimoniale e Garibaldi scrisse una supplica al Re d'Italia il 4 settembre 1859 per ottenere un sovrano decreto di scioglimento del matrimonio a datare dal 24 gennaio 1860.
Dotata di una facciata coronata da un timpano, Villa Raimondi è famosa anche per il suo parco di 6 ettari con 300 essenze arboree e 1.600 arbusti, una serra tropicale, un giardino con collezioni di rose, azalee, camelie e un piccolo orto botanico di piante medicinali, officinali e aromatiche, essenze mediterranee, estesi campi catalogo dimostrativi e numerose serre sperimentali, centro di riproduzione meristematica e di ricerca con un laboratorio per l'analisi dei suoli e dei terricci, vasti vivai e un frutteto di 20 ettari con antiche varietà di frutta ormai non più coltivate. La sua Scuola di Ortoflorofrutticoltura è nata da una intuizione del Dott. Enrico Sibilia, appassionato botanico e proseguita da Giordano dell'Amore, realizzata dal primo direttore Alfred Dufour e oggi diventata Fondazione Minoprio della Regione Lombardia. La porzione di villa rivolta verso il parco è un corpo di fabbrica porticato, con impianto a "L", preceduto da un altro edificio più basso, anch'esso dotato di portici. 
Tra il 1965 e il 1976 accanto alla scuola ha operato il Centro di ricerche orticole, che ha svolto studi sulla biodiversità agraria in Italia e all'estero, sul miglioramento genetico vegetale, sulla tecnica vivaistica e sulla micropropagazione. La Scuola è sede di numerose attività di spicco (Corsi di laurea, Master post universitari, Istituto Superiore, CFP, Centro di Sperimentazione, divulgazione e dimostrazione). La presidenza e la direzione della Fondazione sono poste in una sede principesca e sontuosa con affreschi e stanze residenziali, parquet, stucchi e infissi originali con decorazioni murali, meridiane e stemmi a vista, una grande fontana e due ettari di prati in cui si trovano esemplari meravigliosi di piante antiche e rare: un tiglio centenario, olmi, una sofora japonica pendula, allori enormi, magnolie grandiflore gigantesche, sequoie, piante da fiore e da siepe, bambù, collezioni di camellie e piante da alberature.
I visitatori che frequentano le mostre in primavera e autunno in un anno superano le 30.000 persone. Villa Raimondi è un fiore all'occhiello di Vertemate con Minoprio, un'oasi verde meravigliosa, una degnissima cornice per attività ricreative e manifestazioni floricole, enogastronomiche, musicali ed esibizioni teatrali, un centro culturale di alto livello qualitativo e di eccellente professionalità, un patrimonio da valorizzare come realtà comunale di pregio e di grande interesse botanico, naturalistico e ambientale senza escludere in futuro la possibilità di aprire ad altre attività sfilate di moda di grandi atelier e famosi sarti, scuola di moda e di stile di alto profilo.

## Società

### Evoluzione demografica

#### Demografia pre-unitaria
- 1751: 477 abitanti a Vertemate[6] e 290 a Minoprio[7]
- 1771: 495 abitanti a Vertemate[8] e 278 a Minoprio[9]
- 1799: 600 abitanti a Vertemate[12] e 530 a Minoprio[34]
- 1805: 645 abitanti a Vertemate[12] e 342 a Minoprio[34]
- 1809: 901 abitanti a Vertemate con Minoprio (di cui 333 a Minoprio)[12][34]
- 1853: 928 abitanti a Vertemate e 557 a Minoprio[13][14]

#### Demografia unitaria
Abitanti censiti

### Tradizioni e folclore
La rivalità tra Vertemate e Minoprio in passato è stata notevole e i soprannomi dispregiativi degli abitanti altrettanto sprezzanti: “Sciatt” i Vertematesi e “Pescaluna” i Minopriesi.

### Istituzioni, enti e associazioni
- Libera Mente: associazione culturale di Vertemate con Minoprio, promotrice di molti progetti per la valorizzare del patrimonio storico, artistico e ambientale del territorio.

Sito web: http://www.libera-mente.eu
- Gli Spalconati: compagnia teatrale amatoriale di Vertemate con Minoprio.

Sito web: http://www.spalconati.it Archiviato il 31 ottobre 2016 in Internet Archive.
- Artexxis: associazione artistico/culturale (2008/2018)
- ColoreCaramella: associazione genitori operante sul territorio vertematese e minopriese
- Fondazione Minoprio: associazione senza scopo di lucro attiva nei campi di formazione e ricerca per l'agronomia - Sito web: https://www.fondazioneminoprio.it

### Esplicative
1. ↑  Per il dialetto comasco, si utilizza l'ortografia ticinese, introdotta a partire dal 1969 dall'associazione culturale Famiglia Comasca nei vocabolari, nei documenti e nella produzione letteraria.

### Bibliografiche
1. 1 2   Bilancio demografico mensile anno 2025 (dati provvisori), su demo.istat.it, ISTAT.
2. ↑   Classificazione sismica (XLS), su rischi.protezionecivile.gov.it.
3. ↑   Tabella dei gradi/giorno dei Comuni italiani raggruppati per Regione e Provincia (PDF), in Legge 26 agosto 1993, n. 412, allegato A, Agenzia nazionale per le nuove tecnologie, l'energia e lo sviluppo economico sostenibile, 1º marzo 2011,  p. 151. URL consultato il 25 aprile 2012 (archiviato dall'url originale il 1º gennaio 2017).
4. ↑   AA. VV., Dizionario di toponomastica. Storia e significato dei nomi geografici italiani., Milano, Garzanti, 1996,  p. 696, ISBN 88-11-30500-4.
5. ↑   Dante Olivieri, Dizionario di toponomastica lombarda, Casa Editrice Ceschina, 1961,  p. 346. URL consultato il 17 dicembre 2022.
6. 1 2 3 4   Comune di Vertemate, sec. XIV - 1757 – Istituzioni storiche – Lombardia Beni Culturali, su lombardiabeniculturali.it. URL consultato il 23 maggio 2020.
7. 1 2 3   Comune di Minoprio, sec. XIV - 1757 – Istituzioni storiche – Lombardia Beni Culturali, su lombardiabeniculturali.it. URL consultato il 23 maggio 2020.
8. 1 2   Comune di Vertemate, 1757 - 1797 – Istituzioni storiche – Lombardia Beni Culturali, su lombardiabeniculturali.it. URL consultato il 23 maggio 2020.
9. 1 2   Comune di Minoprio, 1757 - 1797 – Istituzioni storiche – Lombardia Beni Culturali, su lombardiabeniculturali.it. URL consultato il 23 maggio 2020.
10. 1 2   Comune di Bunone, sec. XVII - sec. XVIII – Istituzioni storiche – Lombardia Beni Culturali, su lombardiabeniculturali.it. URL consultato il 23 maggio 2020.
11. ↑   Comune di Rionca, sec. XVII - sec. XVIII – Istituzioni storiche – Lombardia Beni Culturali, su lombardiabeniculturali.it. URL consultato il 23 maggio 2020.
12. 1 2 3 4   Comune di Vertemate, 1798 - 1815 – Istituzioni storiche – Lombardia Beni Culturali, su lombardiabeniculturali.it. URL consultato il 23 maggio 2020.
13. 1 2   Comune di Minoprio, 1816 - 1859 – Istituzioni storiche – Lombardia Beni Culturali, su lombardiabeniculturali.it. URL consultato il 23 maggio 2020.
14. 1 2 3   Comune di Vertemate, 1816 - 1859 – Istituzioni storiche – Lombardia Beni Culturali, su lombardiabeniculturali.it. URL consultato il 23 maggio 2020.
15. ↑   Comune di Minoprio, 1859 - 1929 – Istituzioni storiche – Lombardia Beni Culturali, su lombardiabeniculturali.it. URL consultato il 23 maggio 2020.
16. ↑   Comune di Vertemate, 1859 - 1929 – Istituzioni storiche – Lombardia Beni Culturali, su lombardiabeniculturali.it. URL consultato il 23 maggio 2020.
17. ↑   Comune di Vertemate con Minoprio, 1929 - [1971] – Istituzioni storiche – Lombardia Beni Culturali, su lombardiabeniculturali.it. URL consultato il 23 maggio 2020.
18. ↑   Vertemate con Minoprio, decreto 1997-03-21 DPR, concessione di stemma e gonfalone, su Archivio Centrale dello Stato. URL consultato il 15 agosto 2022.
19. ↑   Vertemate con Minoprio, su Stemmi dei Comuni della Provincia di Como. URL consultato il 15 agosto 2022.
20. 1 2   Abbazia di S. Giovanni - complesso, Via Abbazia - Vertemate con Minoprio (CO) – Architetture – Lombardia Beni Culturali, su lombardiabeniculturali.it. URL consultato il 23 maggio 2020.
21. ↑  AA.VV., Una chiesa tra lago e montagne, p. 25.
22. 1 2 3  Belloni et al., p. 111.
23. ↑  TCI, Guida d'Italia [...], p. 288.
24. 1 2  Fabiani, S. Nicolò di Piona
25. 1 2 3 4 5 6 7  Borghese, p. 451.
26. ↑   Chiesa dei SS. Pietro e Paolo - complesso, Via Roma, 12 - Vertemate con Minoprio (CO) – Architetture – Lombardia Beni Culturali, su lombardiabeniculturali.it. URL consultato il 23 maggio 2020.
27. ↑   Parrocchia dei Santi Pietro e Paolo, sec. XVI - [1989] – Istituzioni storiche – Lombardia Beni Culturali, su lombardiabeniculturali.it. URL consultato il 23 maggio 2020.
28. ↑   Chiesa dei SS. Pietro e Paolo (resti), Via Roma - Vertemate con Minoprio (CO) – Architetture – Lombardia Beni Culturali, su lombardiabeniculturali.it. URL consultato il 23 maggio 2020.
29. ↑   Chiesa di S. Maria Assunta - complesso, Piazza Chiesa - Vertemate con Minoprio (CO) – Architetture – Lombardia Beni Culturali, su lombardiabeniculturali.it. URL consultato il 23 maggio 2020.
30. 1 2 3 4 5  Langè, p. 368.
31. ↑  Belloni et al., p. 249.
32. ↑   Villa Raimondi, Viale Raimondi, 54 - Vertemate con Minoprio (CO) – Architetture – Lombardia Beni Culturali, su lombardiabeniculturali.it. URL consultato il 23 maggio 2020.
33. ↑  Mancini, p. 54
34. 1 2 3   Comune di Minoprio, 1798 - 1809 – Istituzioni storiche – Lombardia Beni Culturali, su lombardiabeniculturali.it. URL consultato il 23 maggio 2020.
35. ↑  Dati tratti da:
  -  Popolazione residente dei comuni. Censimenti dal 1861 al 1991 (PDF), su ebiblio.istat.it, ISTAT.
  -  Popolazione residente per territorio - serie storica, su esploradati.censimentopopolazione.istat.it.
Nota bene: il dato del 2021 si riferisce al dato del censimento permanente al 31 dicembre di quell'anno.